# Actinoplanes oblitus
Espèce
Actinoplanes oblitus est une espèce de bactéries de la famille des Micromonosporaceae caractérisée et nommée par des chercheurs des universités de Lviv (Ukraine) et de l'Insubrie (Italie).

## Historique
En 2024, une équipe multinationale co-dirigée par l'université de Lviv en Ukraine et l'Université de l'Insubrie à Varèse (Italie), avec la collaboration de l'université de Bielefeld (Allemagne), identifie une bactérie décrite par l'entreprise pharmaceutique Eli Lilly and Company depuis 1973 comme produisant le glycopeptide antibiotique A477.

## Description
Cette espèce est un actinomycète filamenteux. Le mycélium végétatif est non-fragmenté. La paroi cellulaire contient de l'acide meso-2,6-diaminopimélique et de l'acide 2,6-diamino-3-hydroxypimélique. Cette espèce n'a pas d'acide mycolique.
Les acides gras cellulaires majoritaires sont les acides gras anteiso-C17:0, iso-C16:0 et iso-C15:0. Des quantités plus faibles d'anteiso-C15:0 et iso-C17:0 sont également présentes.
Le pourcentage en contenu G+C est de 71,5 mol%.

## Taxonomie
Le nom correct complet (avec auteur) de ce taxon est Actinoplanes oblitus Yushchuk et al. 2024. La souche  type de cette espèce est la souche NRRL 3884 qui a été déposée dans les banques de cultures bactériennes sous l'identifiant DSM 116196.

### Étymologie
L'étymologie du nom spécifique est la suivante : ob’li.tus. L. masc. adj. oblitus, oublié, ce qui fait appel au fait que la souche caractérisée a longtemps été oubliée.

### Phylogénie
L'analyse phylogénétique des séquences nucléotidiques du gène de l'ARNr 16S ainsi qu'une analyse comparative des génomes complets ont montré que l'espèce Actinoplanes octamycinicus est la plus proche parente de la souche NRRL 3884 avec près de 99,6 % d'homologie de la séquence ARNr 16S et près de 88,9 % en score ANI. L'espèce Actinoplanes ianthinogenes est la seconde plus proche avec 98,8 % d'homologies (ARNr 16S) et 89 % en score ANI. L'homologie ADN-ADN totale d'après la technique de sDDH est de 46 % et 47 % avec A. octamycinicus et A. ianthinogenes respectivement.